# Hraïria
Hraïria o El Hraïria (àrab: الحرايرية, al-Ḥrāyiriyya) és una ciutat de la rodalia de Tunis, a la governació de Tunis, situada uns 7 km a l'oest de la capital, i unida gairebé a Ezzouhour, seu del parlament. La ciutat té més de 50.000 habitants i és capçalera d'una delegació amb 90.090 habitants al cens del 2004. És la darrera ciutat de la rodalia de Tunis en sortir d'aquesta en direcció oest, per la carretera de Medjez El Bab.

## Administració
Com a delegació o mutamadiyya, duu el codi geogràfic 11 63 (ISO 3166-2:TN-12) i està dividida en nou sectors o imades:
- El-Hraïria (11 63 51)
- Ezzouhour V (11 63 52)
- El Akba (11 63 53)
- El Akba Supérieur (11 63 54)
- Ghédir El Golla (11 63 55)
- El Antit (11 63 56)
- El Foula (11 63 57)
- Tarak Ibn Ziad (11 63 58)
- Ezzahrouni (11 63 59)

Al mateix temps, constitueix una de les circumscripcions o dàïres, amb codi geogràfic 11 11 21, de la municipalitat o baladiyya de Tunis (codi geogràfic 11 11).